# 502 (szám)
Az 502 (római számmal: DII) egy természetes szám, félprím, a 2 és a 251 szorzata.

## A szám a matematikában
A tízes számrendszerbeli 502-es a kettes számrendszerben 111110110, a nyolcas számrendszerben 766, a tizenhatos számrendszerben 1F6 alakban írható fel.
Az 502 páros szám, összetett szám, azon belül félprím, kanonikus alakban a 21 · 2511 szorzattal, normálalakban az 5,02 · 102 szorzattal írható fel. Négy osztója van a természetes számok halmazán, ezek növekvő sorrendben: 1, 2, 251 és 502.
Az 502 négyzete 252 004, köbe 126 506 008, négyzetgyöke 22,40536, köbgyöke 7,94757, reciproka 0,0019920. Az 502 egység sugarú kör kerülete 3154,15902 egység, területe 791 693,91508 területegység; az 502 egység sugarú gömb térfogata 529 907 127,2 térfogategység.